# میر مهدی اعتماد
میر مهدی اعتماد (۱۹۰۰، تبریز – ۱۹۸۱، تهران) ― شاعر و نویسنده آذربایجانی بود. او نویسنده‌ی متن سرود ملی حکومت خودمختار آذربایجان بود.
او در تبریز مدرسه‌ی جدیدی به نام "مدرسه‌ی اعتماد" را تأسیس کرد و به مدت ۱۵ سال در آنجا فعالیت و تدریس کرد.
پس از تأسیس حکومت خودمختارآذربایجان، او صدر مجلس تازه تاسیس شده‌ه‌ی شاعران تبریز شد و در این دوران، در روزنامه‌ها و مجلات مختلفی از جمله "وطن یولوندا"، "آذربایجان"، "ستاره‌ی آذربایجان"، "خاور نو"، "آزاد ملت"، "ارومیه"، "جودت"، "فدائی"، "دموکرات" و "آذربایجان اولدوزو" با نشر اشعار و مقالات خود فعالیت کرد.
پس از فروپاشی حکومت خودمختار آذربایجان،  دستگیر شده و پس از دو سال حبس آزاد شد. به دلیل عدم اجازه‌ی زندگی در آذربایجان، به تهران تبعید شد.

## زندگی‌نامه
میر مهدی اعتماد فرزند محمد در سال ۱۹۰۰ در تبریز به دنیا آمد. او ابتدا در مکتب ملا یوسف تحصیلات دینی خود را آغاز کرد. پس از یادگیری زبان‌های عربی و فارسی، در مدرسه‌ی «اصول جدید» میرزا ابوالقاسم خان ادامه تحصیل داد. پس از فارغ‌التحصیلی، تحصیلات عالی خود را در مدرسه‌ی "طالبیه" به پایان رساند.  سپس در تبریز مدرسه‌ی جدیدی به نام " مدرسه‌ی اعتماد" تأسیس کرد و به مدت ۱۵ سال در آنجا تدریس کرد. او علاوه بر تدریس، به فعالیت‌های ادبی نیز پرداخت.
در دوران رضاشاه ، کتاب‌های "آیینه‌ی اخلاق - اخلاقین آیناسی" و "بدرقه الصبیان - گنجلرین ضیالانماسی" و "مناظره‌ی ادبی - ادب قایدالاری" را نوشت که بارها تجدید چاپ شدند. بعدها نیز آثار دیگری همچون "الفبای جدید"، "گل غنچه‌سی"، "تخت الصبیان - جاوانلیق تاختی"، "گلینلر بزه‌گی" و "چرشنبه بازاری" را تألیف کرد.
در سال‌های ۱۹۴۱ تا ۱۹۴۶، با شروع  غائله اذربایجان ، مرحله‌ی جدیدی فعالیتهای اعتماد آغاز شد. او در این دوران در روزنامه‌ها و مجلات مختلفی همچون "وطن یولوندا" ، "آذربایجان"، "ستاره‌ی آذربایجان"، "خاور نو"، "آزاد ملت"، "ارومیه"، "جودت"، "فدائی" و "دموکرات" با اشعار و مقالات خود فعالیت کرد.
شعر "تبریزیم" که او سروده بود، خیلی زود رواج یافت و برای آن آهنگ‌هایی ساخته شد. او نویسنده‌ی متن سرود ملی حکومت خودمختارآذربایجان بود. موسیقی این سرود توسط جهانگیر جهانگیروف ساخته شد. در سال ۱۹۴۵، مجلس شاعران در تبریز تأسیس شد و نخستین جلسه‌ی این مجلس در ۷ ژانویه‌ی ۱۹۴۵ برگزار شد که در آن میر مهدی اعتماد به عنوان رئیس این مجلس انتخاب شد.
در دسامبر ۱۹۴۶، پس از فروپاشی  حکومت خودمختار آذربایجان، او در تبریز دستگیر شد. وی دو سال در حبس و زندانی بود. با اینکه پس از عفو عمومی آزاد شد ولی از آذربایجان تبعید و مجبور به زندگی در تهران شد. او خیلی زود وارد محافل ادبی تهران شد و به یکی از برجسته‌ترین نمایندگان ادبیات فارسی و ترکی تبدیل شد. در مجالس شعر که توسط بولود قاراچورلو (سهند) و محمدعلی فرزانه و دیگران برگزار می‌شد، شرکت می‌کرد و اشعار جدید خود را می‌خواند. او بنیان‌گذار و عضو فعال بسیاری از محافل ادبی بود.
میر مهدی اعتماد در سال ۱۹۸۱ در تهران درگذشت.